# Siemens SXG75
Das  Siemens SXG75 ist eines der ersten UMTS-Mobiltelefone mit integriertem GPS-Empfänger.
Es wurde im März 2005 von dem ehemaligen Handyhersteller Siemens Mobile angekündigt und im vierten Quartal 2005 von BenQ Mobile auf den Markt gebracht. Siemens stellte die Produktion von Mobiltelefonen im Herbst 2005 ein und verkaufte die Namensrechte an den taiwanischen Elektronikkonzern BenQ, dessen Handy-Tochter BenQ Mobile Anfang 2007 liquidiert wurde.
Neben einer 2-Megapixel-Kamera besitzt das SXG75 noch eine zusätzliche CIF-Kamera für Videotelefonie. Neben dem E-Mail-Client, Multimedia Messaging (MMS) und einem XHTML-Webbrowser wird auch Instant Messaging und Push-to-talk unterstützt.
Durch den integrierten GPS-Empfänger zusammen mit einer GPRS- oder UMTS-Internetverbindung wird das SXG75 auch zu einem kompletten und stets aktuellen Navigationssystem. Die vorinstallierte Navigationssoftware von VDO sorgt durch optische und akustische Hinweise für die Navigation und es wird keine externe GPS-Maus mehr benötigt.
Bis auf Weiteres gibt es keine Routen mehr bei VDO. Alternative Navigationssysteme für das SXG75 waren bspw. der kostenpflichtige Falk Activepilot, der zum 30. April 2010 eingestellt wurde sowie das Nav4All, welches zum 28. Januar 2010 eingestellt wurde, da das Navteq-Kartenmaterial nicht mehr genutzt werden durfte.